# Where East Is East
Where East Is East é um filme de drama romântico mudo (com música sincronizada e efeitos sonoros) norte-americano de 1929, do gênero drama, estrelado por Lon Chaney e dirigido por Tod Browning para Metro-Goldwyn-Mayer. É o penúltimo filme mudo de Lon Chaney e a última de suas colaborações com o diretor Tod Browning.
O filme foi lançado em Portugal em 11 de junho de 1931.

## Elenco
- Lon Chaney – Tiger Haynes
- Lupe Vélez – Toyo Haynes
- Estelle Taylor – Madame de Sylva
- Lloyd Hughes – Bobby Bailey
- Louis Stern – Padre
- Mrs. Wong Wing – Ming